# Hirohito
Thiên hoàng Chiêu Hòa (昭和天皇 (Chiêu Hòa Thiên hoàng) Shōwa tennō, 29 tháng 4, 1901 - 7 tháng 1, 1989), huý danh là  Hirohito (裕仁 (Dụ Nhân)), là vị Thiên hoàng thứ 124 của Nhật Bản theo danh sách Thiên hoàng truyền thống. Ông là Thiên hoàng từ năm 1926 đến 1989, có thời gian trị vì dài hơn bất cứ một Thiên hoàng nào khác trong lịch sử Nhật Bản, và là vị Thiên hoàng cuối cùng ủng hộ sự thần thánh hoá cho hoàng đế của Nhật Bản. Trong cuộc đời ông đã chứng kiến không ít sự kiện quan trọng trong lịch sử nước Nhật.
Mặc dù được biết tới bên ngoài Nhật Bản với tên riêng Hirohito, các tài liệu của Nhật Bản hiện nay chỉ sử dụng tên Thiên hoàng Chiêu Hòa để nói tới ông vì Chiêu Hòa vừa là niên hiệu duy nhất trong thời gian Thiên hoàng ở ngôi, và cũng là thụy hiệu sau khi qua đời của ông. Tại Nhật Bản việc sử dụng tên riêng (Hirohito) để nói tới vị Thiên hoàng bị cho là một hành động phạm thượng.
Chiêu Hòa là triều đại lâu dài nhất trong lịch sử Nhật Bản. Trong thời kỳ này, xã hội Nhật có sự thay đổi lớn lao. Trước thời Chiêu Hòa, Nhật Bản đã trở thành một đất nước giàu mạnh nhờ cuộc Duy Tân Minh Trị được thực hiện từ cuối thế kỷ XIX - đầu thế kỷ XX. Tuy nhiên Nhật vẫn còn là một nhà nước nông nghiệp với các cơ sở công nghiệp vẫn còn hạn chế. Trong những năm 1930, việc quân sự hoá nước Nhật đã dẫn tới việc Nhật Bản xâm lược Trung Quốc, châu Á - Thái Bình Dương và tham gia Chiến tranh thế giới thứ hai. Thiên hoàng Chiêu Hòa, với tư cách là người đứng đầu quốc gia và quân đội Nhật, đã tuyên bố nước Nhật đầu hàng vô điều kiện trước quân Đồng Minh vào ngày 15 tháng 8 năm 1945.
Thiên hoàng Hirohito sống vào thời kỳ đặc biệt quan trọng thứ hai trong lịch sử cận đại Nhật Bản, sau cuộc Duy Tân của Thiên hoàng Minh Trị năm xưa. Sau chiến tranh, Thiên hoàng bắt tay vào việc tái thiết Nhật Bản trong khi đất nước bị chiếm đóng. Ngày 3 tháng 11 năm 1946, Hiến pháp mới của Nhật được ban bố. Hiệp ước có hiệu lực vào ngày 3 tháng 5 năm 1947, đã quy định Thiên hoàng chỉ là "Biểu tượng của quốc gia, và cho sự hoà hợp của dân tộc", chứ không có quyền lực chính trị. Công cuộc tái thiết đã khiến Nhật Bản trở thành một quốc gia dân chủ với mức độ đô thị hóa cao và là một trong các quốc gia đứng đầu thế giới về công nghiệp và khoa học kỹ thuật. Sự phục hồi "thần kỳ" của nước Nhật thời bấy giờ đã khiến cho các nước khác thực sự ngạc nhiên và ngưỡng mộ.
Ngoài ra, ông cũng là một nhà nghiên cứu sinh học thực hiện một số công trình về sinh vật học biển. Ông qua đời năm 1989 và Hoàng thái tử Akihito lên nối ngôi, lấy niên hiệu là Bình Thành.

## Thiếu thời

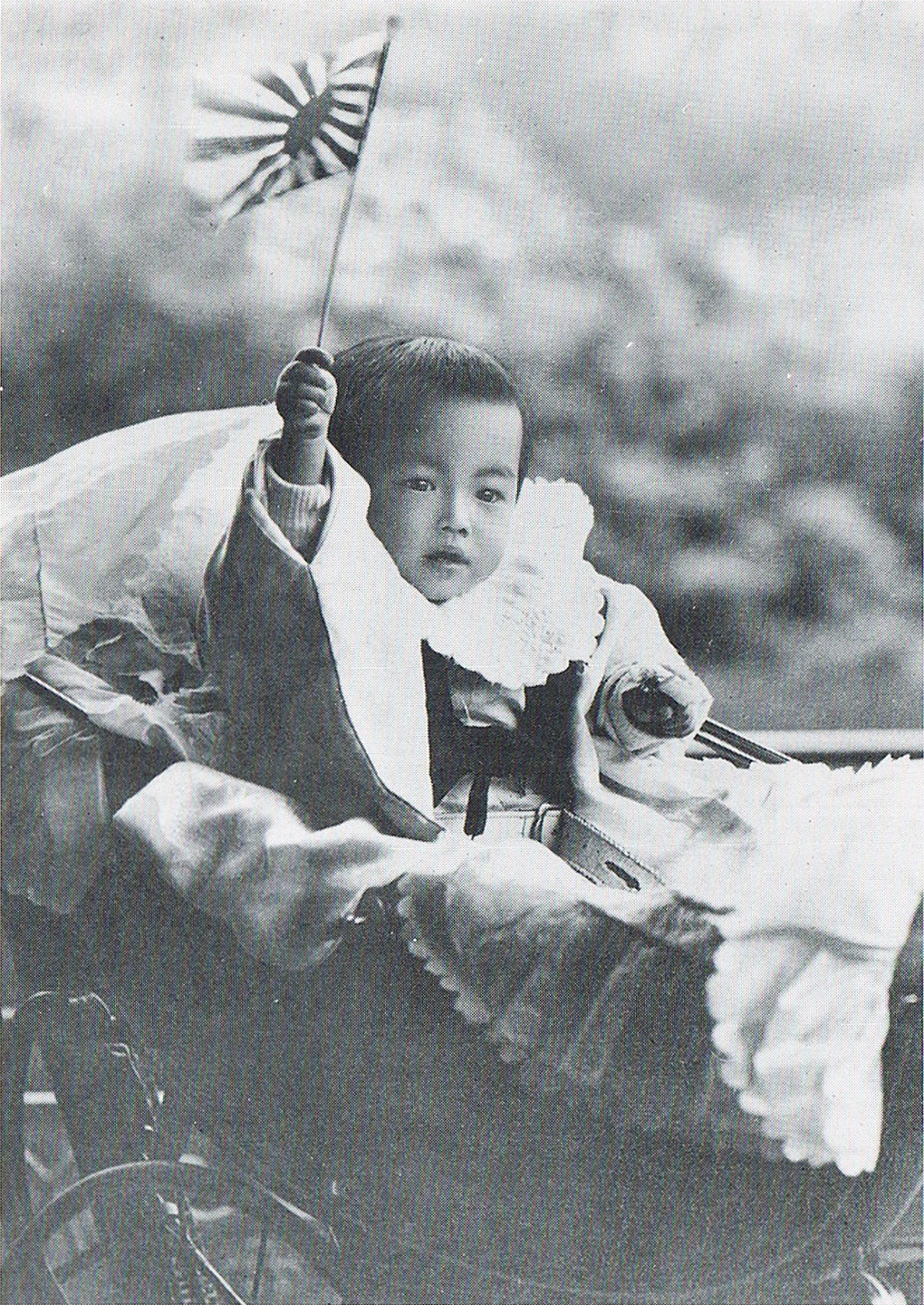
Hoàng tôn Hirohito (1902).

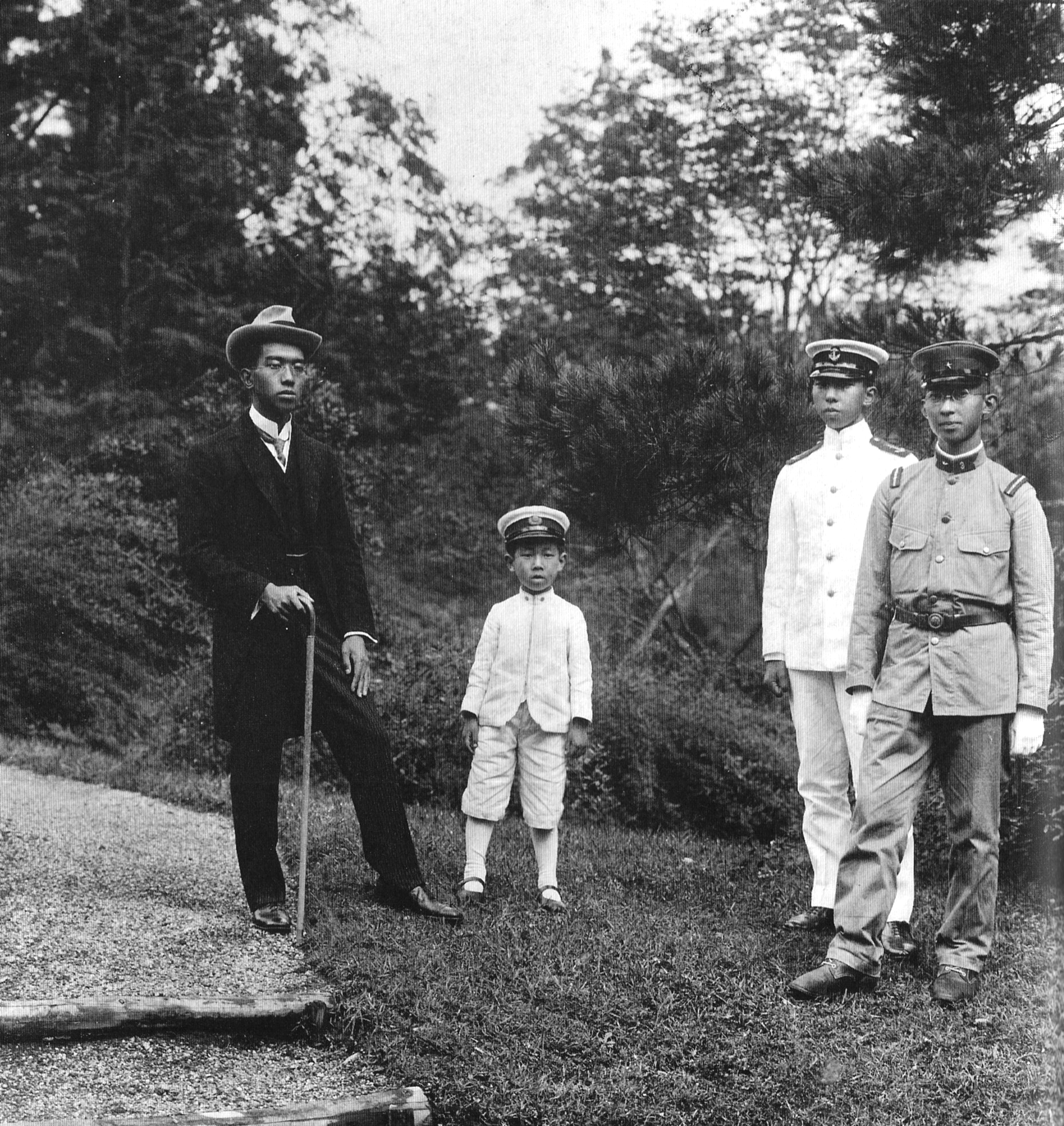
Bốn người con trai của Thiên hoàng Đại Chính vào năm 1921: Hirohito, Takahito, Nobuhito và Yasuhito

Hoàng tôn Hirohito sinh ra tại cung Thanh Sơn (Aoyama) ở thủ đô Tōkyō, là con trai cả của Hoàng thái tử Yoshihito và Thái tử phi Sadako, sau này là Trinh Minh Hoàng hậu. Thuở bé, ông có tước hiệu là Thân vương Michi (迪宮 (Địch cung) Michi no miya).
Mười tuần sau khi chào đời, Hirohito bị đưa ra khỏi triều đình và giao cho Bá tước Kawamura Sumiyoshi chăm sóc, người đã nuôi nấng ông như cháu nội. Lúc 3 tuổi, Hirohito và anh trai Yasuhito được đưa trở lại triều đình khi Kawamura qua đời – đầu tiên đến dinh thự hoàng gia ở Numazu, Shizuoka, sau đó quay lại Cung điện Aoyama. Hoàng tử Hirohito học tiểu học tại hệ tiểu học của trường Gakushuin từ năm 1908 đến năm 1914. Bắt đầu từ năm 1914, ông được giáo dục tại một trường của Hoàng gia dành cho thái tử để sau này nhận trọng trách trị vì đất nước.
Trong năm 1912, ở tuổi 11, Hirohito được đưa vào Quân đội Đế quốc Nhật Bản với tư cách là Thiếu úy và trong Hải quân Đế quốc Nhật Bản cũng với tư cách là Thiếu úy. Ông cũng được ban tặng Huân chương Hoa cúc. Khi ông nội của ông, Thiên hoàng Minh Trị qua đời vào ngày 30 tháng 7 năm 1912, cha của Hiorhito là Thái tử Yoshihito lên ngôi Thiên hoàng, lấy niên hiệu là Đại Chính, Hirohito lúc này trở thành Trữ quân kế vị ngai vàng. Ngày 2 tháng 11 năm 1916, Hirohito chính thức được phong làm Hoàng thái tử (Tōgū-gogakumonsho); tuy nhiên một nghi lễ tấn phong không hoàn toàn cần thiết cho việc xác nhận ông là người thừa kế hoàng vị.
Sau khi tốt nghiệp năm 1921, Hirohito thực hiện chuyến viếng thăm châu Âu trong vòng sáu tháng, đến Vương quốc Anh, Pháp, Ý, Hà Lan và Bỉ. Với chuyến viếng thăm này, ông trở thành thành viên đầu tiên của Hoàng gia Nhật Bản đi ra bên ngoài nước Nhật.
Thiên hoàng Đại Chính lúc bấy giờ đau ốm về thần kinh. Vì thế, ngay sau khi trở về Nhật Bản, Hirohito đã trở thành nhiếp chính quan bạch, đích thân đảm đương việc triều chính thay phụ hoàng. Hirohito thay mặt phụ hoàng điều hành triều chính. Trong thời gian ông chấp chính, nhiều sự kiện quan trọng đã diễn ra:
- Trong Hiệp ước bốn đại đế quốc (四ヵ国条約, Yonkakoku Jōyaku) được ký kết vào ngày 13 tháng 12 năm 1921, Nhật Bản, Hoa Kỳ, Vương quốc Anh và Pháp chấp nhận giữ nguyên hiện trạng ở Thái Bình Dương, ngoài ra Nhật Bản và Vương quốc Anh đã nhất trí liên minh giữa hai nước chính thức được chấm dứt.
- Hiệp ước Hải quân Washington được ký kết vào ngày 6 tháng 2 năm 1922.
- Ngày 28 tháng 8 năm 1922, quân đội Đế quốc Nhật hoàn toàn rút khỏi cuộc can thiệp vào Siberia. (xem thêm bài Nội chiến Nga)
- Ngày 1 tháng 9 năm 1923, thủ đô Tōkyō bị trận Đại động đất Kantō tàn phá.
- Luật tổng tuyển cử được thông qua vào ngày 5 tháng 5 năm 1925. Theo điều luật này, tất cả những nam giới ở độ tuổi trên 25 đều có quyền đi bầu cử.

## Gia quyến

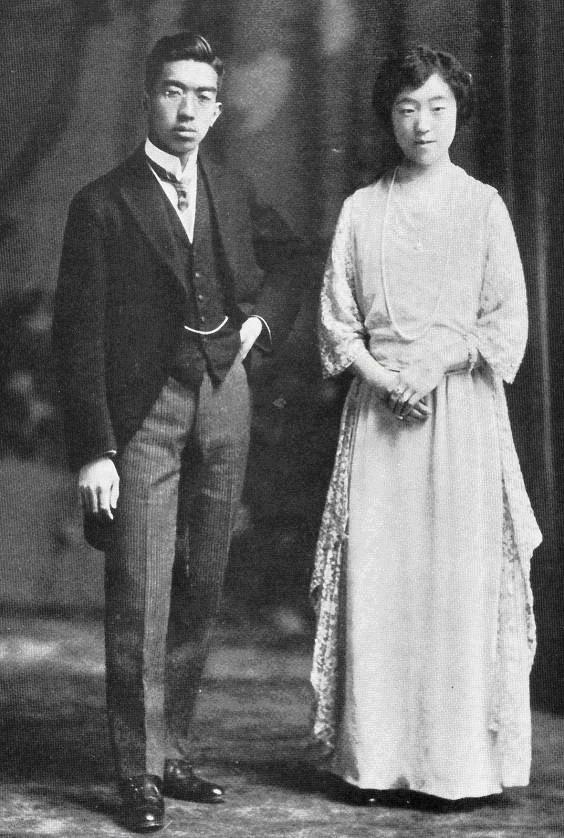
Hirohito và Công nương Nagako Kuni, tức Thiên hoàng Chiêu Hòa và Hoàng hậu Hương Thuần sau này.

Ngày 26 tháng 1 năm 1924, Hoàng tử Hirohito kết hôn với Nữ vương Nagako, con gái cả của Vương tước Kuni Kuniyoshi đồng thời là em họ xa của ông. Họ có hai người con trai và năm người con gái:
1. Nội thân vương Shigeko, tước hiệu thuở bé là Teru no miya (照宮成子 (Chiếu Cung Thành Tử) teru no miya Shigeko?), còn gọi là Nội thân vương Teru, sinh ngày 9 tháng 12 năm 1925 – mất ngày 23 tháng 7 năm 1961; kết hôn vào ngày 10 tháng 10 năm 1943 với Vương tước Higashikuni Morihiro (6 tháng 5 năm 1916 – 1 tháng 2 năm 1969), con trai trưởng của Vương tước Higashikuni Naruhiko và vợ là Vương phi Toshiko, cựu Nội thân vương Yasu - con gái thứ tám của Thiên hoàng Minh Trị, trở thành Vương phi Shigeko. Bà mất địa vị thành viên Hoàng gia vào ngày 14 tháng 10 năm 1947;
2. Nội thân vương Sachiko, tước hiệu thuở bé là Hisa no miya (久宮祐子 (Cửu Cung Hữu Tử) hisa no miya Sachiko?), còn gọi Nội thân vương Hisa sinh ngày 10 tháng 9 năm 1927 – mất ngày 8 tháng 3 năm 1928;
3. Nội thân vương Kazuko, tước hiệu thuở bé là Taka no miya (孝宮和子 (Hiếu Cung Hòa Tử) taka no miya Kazuko?), tức cựu Nội thân vương Taka, sinh ngày 30 tháng 9 năm 1929 – mất ngày 28 tháng 5 năm 1989; ngày 21 tháng 5 năm 1950 kết hôn với Takatsukasa Toshimichi (26 tháng 8 năm 1923 – 27 tháng 1 năm 1966), con trai trưởng của Nobusuke; và là con nuôi của Naotake.
4. Nội thân vương Atsuko, tước hiệu thuở bé là Yori no miya (順宮厚子 (Thuận Cung Hậu Tử) yori no miya Atsuko?), sinh ngày 7 tháng 3 năm 1931; kết hôn ngày 10 tháng 10 năm 1952 với Ikeda Takamasa (sinh ngày 21 tháng 10 năm 1927) - con trai trưởng của cựu Hầu tước Ikeda Nobumasa;
5. Hoàng Thái tử Akihito, tước hiệu thuở bé là Tsugu no miya (継宮明仁 (Kế Cung Minh Nhân) tsugu no miya Akihito?), nên còn gọi là Thân vương Tsugu, sau trở thành Thiên hoàng thứ 125 của Nhật với niên hiệu Heisei. Ngài sinh ngày 23 tháng 12 năm 1933; kết hôn ngày 10 tháng 4 năm 1959 với Shōda Michiko (sinh ngày 20 tháng 10 năm 1934) - con gái trưởng của Shōda Hidesaburo - cựu chủ tịch của Công ty Nisshin Flour Milling;
6. Thân vương Masahito, tước hiệu thuở bé là Yoshi no miya (義宮正仁 (Nghĩa Cung Chính Nhân) yoshi no miya Masahito?), sinh ngày 28 tháng 11 năm 1935, sau có tước hiệu Hitachi no miya (常陸宮?) từ ngày 1 tháng 10 năm 1964, còn gọi Thân vương Hitachi; kết hôn ngày 30 tháng 9 năm 1964 với Tsugaru Hanako (sinh ngày 19 tháng 7 năm 1940) - con gái thứ tư của cựu Bá tước Tsugaru Yoshitaka;
7. Nội thân vương Takako, tước hiệu thuở bé là Suga no miya (清宮貴子 (Thanh Cung Quý Tử) suga no miya Takako?), tức cựu Nội thân vương Suga, sinh ngày 2 tháng 3 năm 1939; kết hôn ngày 3 tháng 3 năm 1960 với Shimazu Hisanaga - con trai của cựu Hầu tước Shimazu Hisanori. Họ có một đứa con trai tên là Yoshihisa.

Với cuộc cải cách Hoàng gia Nhật do Mỹ thực hiện vào tháng 10 năm 1947, Nội thân vương Higashikuni phải rời khỏi Hoàng gia. Các Nội thân vương Kazuko, Atsuko và Takako thì phải rời khỏi Hoàng gia theo những điều khoản trong Bộ luật Hoàng gia Nhật vào thời điểm họ kết hôn.

## Lên ngôi Thiên hoàng

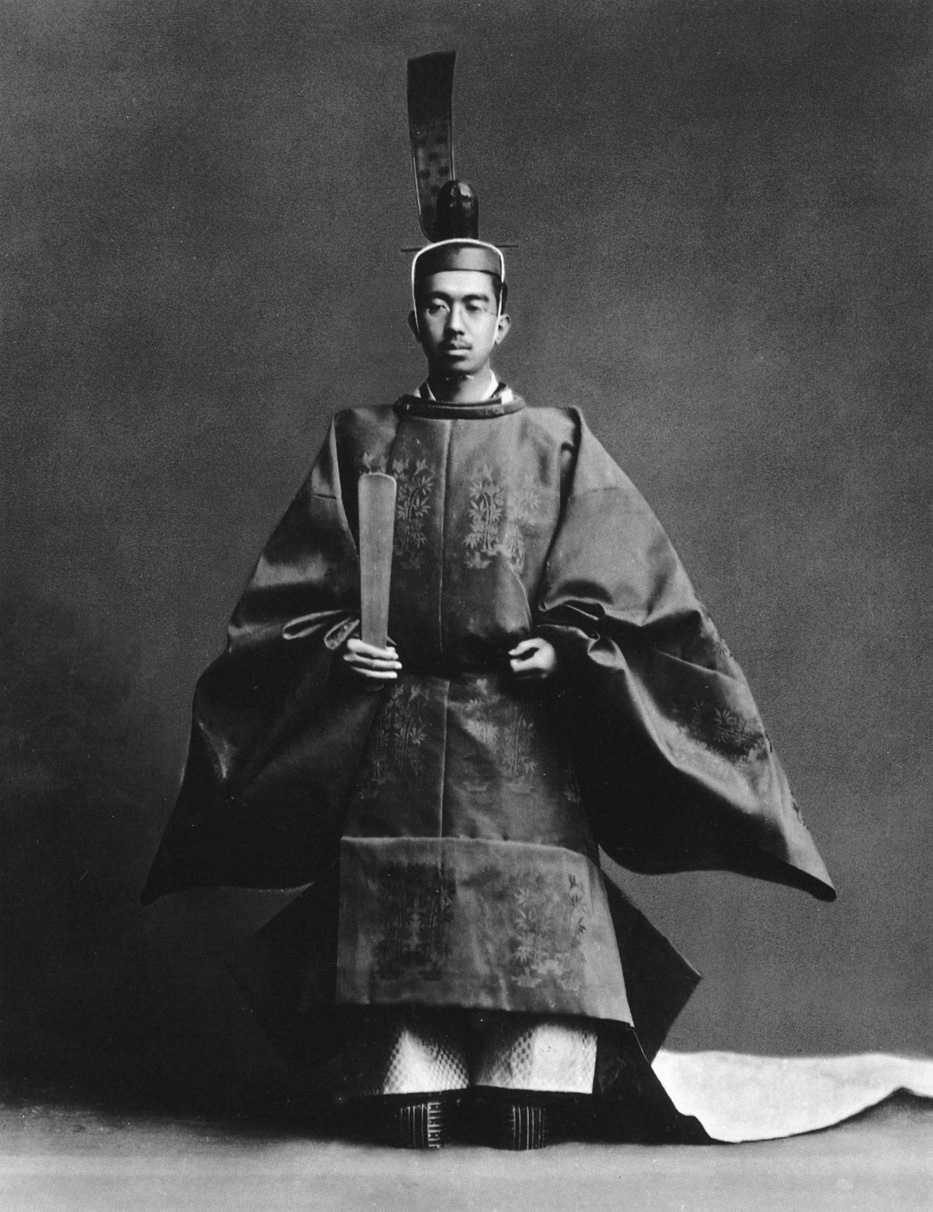
Thiên hoàng Chiêu Hòa sau lễ tấn phong năm 1928, trong trang phục Sokutai.

Ngày 25 tháng 12 năm 1926, Hirohito lên nối ngôi phụ hoàng Yoshihito vừa mới qua đời. Người ta nói Thái tử Hirohito đã nhận được quyền thừa kế ngôi báu (senso). Ông lấy niên hiệu là "Chiêu Hòa" (Shōwa), kết thúc  Đại Chính. Vài ngày sau, cố Thiên hoàng Yoshihito được đặt thụy hiệu là "Đại Chính Thiên hoàng". Theo truyền thống Nhật Bản, người ta không được nói đến tên thật của vị Thiên hoàng mới, mà chỉ được gọi là "Thiên hoàng Bệ hạ" (天皇陛下 tennō heika), hoặc ngắn gọn hơn là "Bệ hạ" (陛下 heika). Khi viết, Thiên hoàng được chính thức gọi là "Kim thượng Thiên hoàng" (今上天皇 kinjō tennō).
Vào tháng 11 năm 1928, Hirohito chính thức lên ngôi Thiên hoàng sau lễ sokui, tức là "lễ tấn phong" hay "lễ đăng quang" (Shōwa no tairei-shiki); nhưng nghi lễ chính thức này giống như một sự khẳng định với công chúng rằng Hoàng gia đã truyền đời Tam Chủng Thần Khí (Sanshu no Jingi) từ nhiều thế kỷ nay,.
Phần đầu tiên của triều đại Hirohito diễn ra trong bối cảnh khủng hoảng tài chính và sự gia tăng quyền lực của quân đội trong chính phủ thông qua cả các biện pháp pháp lý và ngoài pháp luật. Quân đội Đế quốc Nhật Bản và Hải quân Đế quốc Nhật Bản nắm giữ phủ quyết quyền lực trong việc thành lập nội các từ năm 1900. Từ năm 1921 đến năm 1944, đã xảy ra 64 vụ bạo lực chính trị riêng biệt.
Hirohito thoát khỏi vụ ám sát trong gang tấc bởi một quả lựu đạn được ném bởi một nhà hoạt động cho phong trào độc lập Triều Tiên, Lee Bong-chang, tại Tokyo vào ngày 9 tháng 1 năm 1932, trong Sự cố Sakuradamon.
Một trường hợp đáng chú ý khác là vụ ám sát Thủ tướng Inukai Tsuyoshi mang tư tưởng ôn hòa vào năm 1932, đánh dấu sự kết thúc của sự kiểm soát dân sự đối với quân đội. Sự cố ngày 26 tháng 2, một nỗ lực đảo chính quân sự, diễn ra vào tháng 2 năm 1936. Nó được thực hiện bởi các sĩ quan Quân đội cấp dưới của phe Kōdōha, những người có được sự ủng hộ của nhiều sĩ quan cấp cao trong đó có Yasuhito, Hoàng tử Chichibu, một trong những anh trai của Hirohito. Cuộc nổi dậy này xảy ra do phe quân phiệt mất đi sự ủng hộ chính trị trong cuộc bầu cử. Cuộc đảo chính dẫn đến việc sát hại một số quan chức cấp cao của chính phủ và quân đội.
Khi Cảnh sát trưởng Aide-de-camp Shigeru Honjō thông báo cho ông về cuộc nổi dậy, Hirohito ngay lập tức ra lệnh dập tắt cuộc nổi dậy và gọi các sĩ quan là "kẻ nổi loạn". " (bōto). Ngay sau đó, ông ra lệnh cho Bộ trưởng Lục quân Yoshiyuki Kawashima đàn áp cuộc nổi dậy trong vòng một giờ. Ông yêu cầu Honjō báo cáo cứ sau 30 phút. Ngày hôm sau, khi được Honjō cho biết rằng bộ chỉ huy cấp cao đã đạt được rất ít tiến bộ trong việc tiêu diệt quân nổi dậy, Hoàng đế nói với ông rằng "Bản thân tôi, sẽ lãnh đạo Sư đoàn Konoe và khuất phục họ." Cuộc nổi dậy đã bị đàn áp theo lệnh của ông vào 29 tháng 2.

## Huyền thoại thần thánh Thiên hoàng
Theo Hiến pháp Nhật Bản 1889, Thiên hoàng Chiêu Hòa có nhiều quyền hành. Quyền lực của Thiên hoàng căn cứ trên thần tích là Hoàng đế Nhật Bản thuộc dòng dõi của Thiên Chiếu Đại Thần (Amaterasu-ōmikami) xưa nay cai quản nước Nhật. Do nguồn gốc linh thiêng này, dân Nhật nhận Thiên hoàng như một vị thần linh. Tuy nhiên, trên thực tế, quyền lực Thiên hoàng có tính cách tượng trưng hơn là thực quyền. Là hoàng đế trong chế độ quân chủ lập hiến, Thiên hoàng không tham dự vào các quyết định chính trị và tách biệt hẳn, không công khai phát biểu chính kiến nào cả về quốc sự. Thông lệ là Thiên hoàng nhất thể phê chuẩn các chính sách do các giới chức bên chính phủ soạn ra. Những luật ban hành đều nhân danh Thiên hoàng, nhưng Thiên hoàng Chiêu Hòa thực tế không can dự vào những quyết định đó.

## Vai trò trongChiến tranh thế giới thứ hai

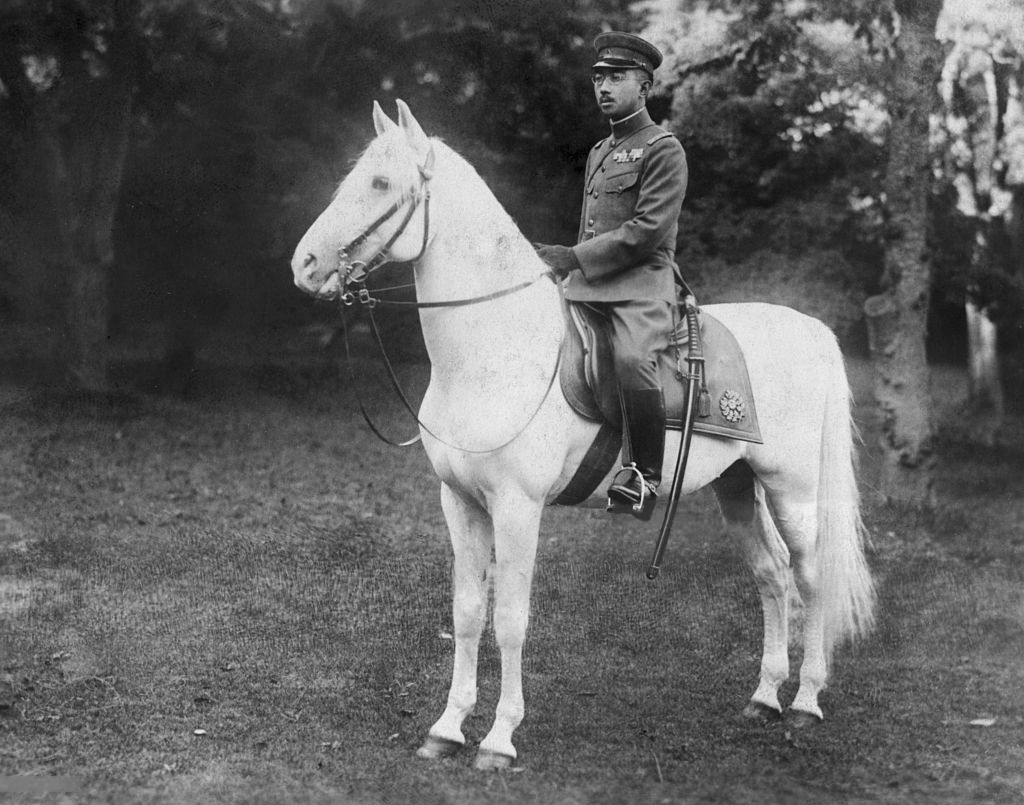
Thiên hoàng cưỡi con bạch mã yêu thích của mình, Shirayuki

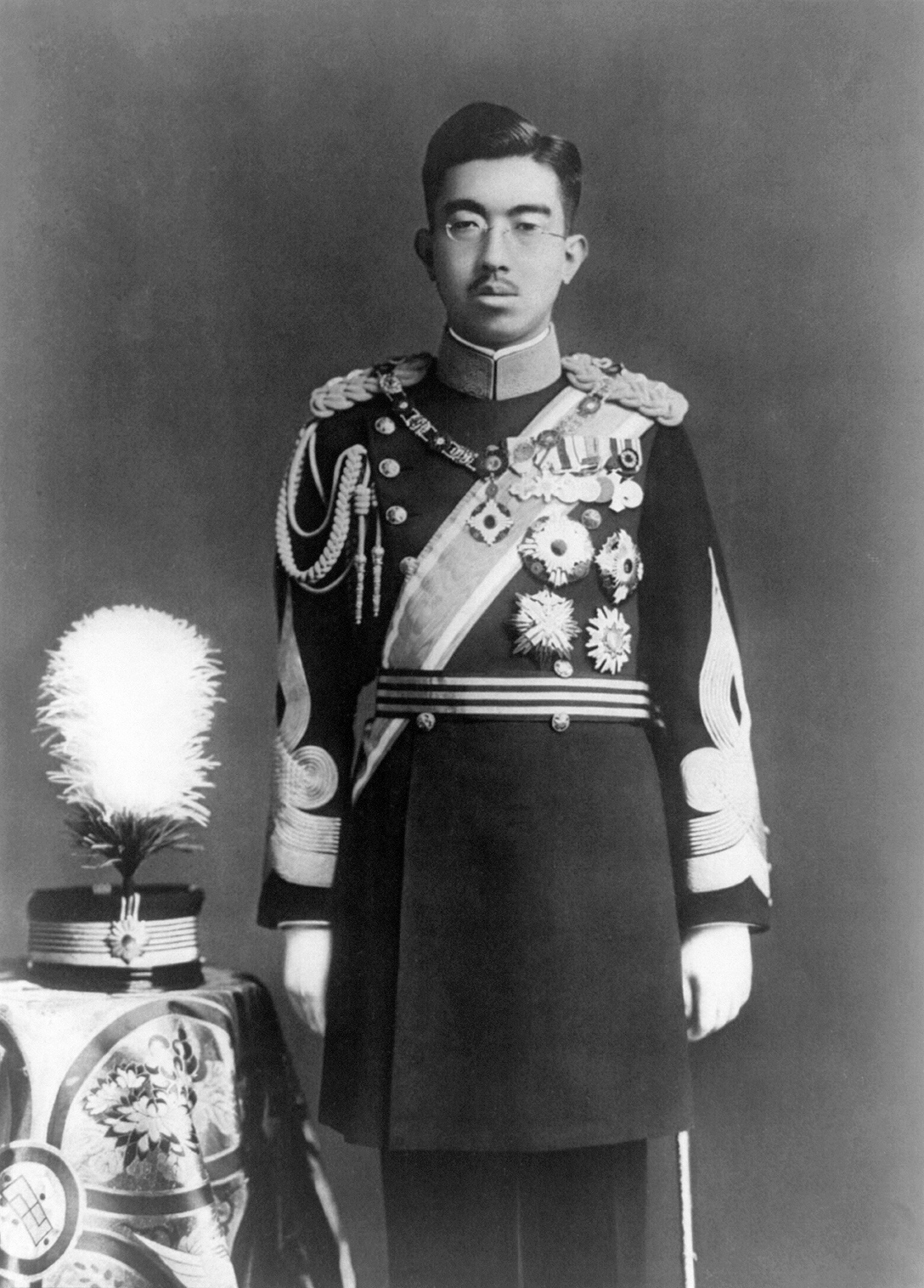
Thiên hoàng trong bộ quân phục.

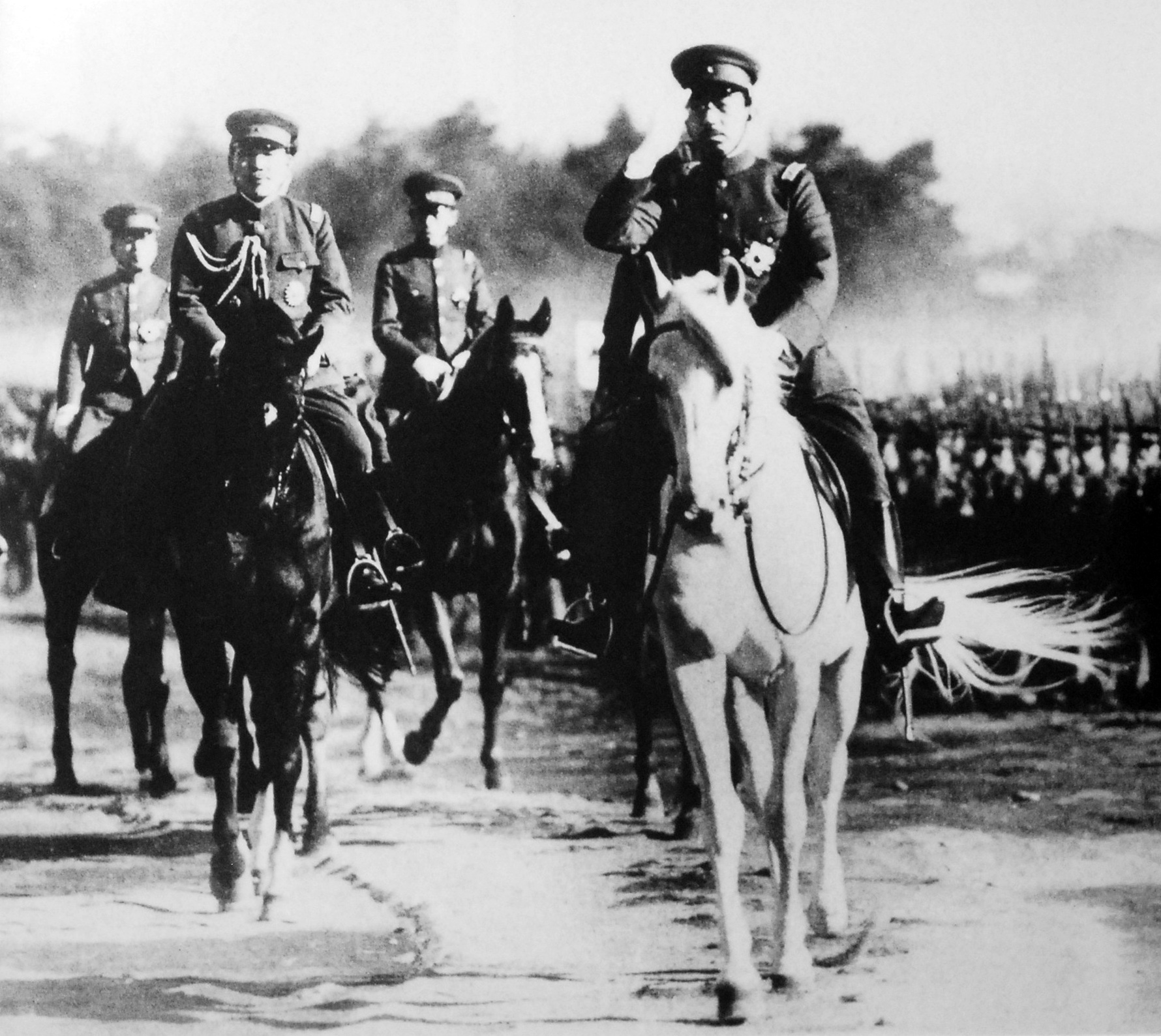
Thiên Hoàng Hirohito cưỡi Shirayuki trong một cuộc tuần tra của Quân đội vào ngày 8 tháng 1 năm 1938.

Trong thời kỳ đầu trị vì của Thiên hoàng Chiêu Hòa, quân đội Hoàng gia Nhật Bản đã giành được ảnh hưởng chính trị đáng kể. Năm 1931 và 1932, Quân Quan Đông (đơn vị quân đồn trú ở vùng Mãn Châu của Trung Quốc) đã chiếm Mãn Châu Quốc mà không cần sự chấp thuận trước của chính phủ Nhật Bản. Về mặt cá nhân, Thiên hoàng thỉnh thoảng vẫn lộ ra vẻ không hài lòng về quyền lực ngày càng tăng của quân đội. Chẳng hạn như tháng 2 năm 1936 ông đã hạ lệnh đàn áp các sĩ quan quân đội cấp tiến đang nổi dậy chống chính phủ dân sự ở Tokyo. Dù quan điểm như thế, Thiên hoàng Chiêu Hòa vẫn ít có hành động ngăn chặn việc quân đội Nhật Bản đang dần tiến đến một cuộc chiến toàn diện với Trung Quốc xảy ra năm 1937 (Chiến tranh Trung-Nhật thứ hai). Việc Thiên hoàng xuất hiện trước công chúng với bộ quân phục, theo dõi diễn tập quân sự hoặc duyệt quân trên con bạch mã của mình càng làm tăng thêm sự ủng hộ chiến tranh của nhân dân Nhật.
Một cuốn nhật ký của quan thị vệ Kuraji Ogura nói rằng ông miễn cưỡng phát động chiến tranh chống lại Trung Quốc vào năm 1937 vì họ đã đánh giá thấp sức mạnh quân sự của Trung Quốc và Nhật Bản nên thận trọng trong chiến lược của mình. Về vấn đề này, Ogura viết Hirohito nói rằng "một khi bạn đã bắt đầu (một cuộc chiến), nó không thể dễ dàng dừng lại giữa chừng ... Điều quan trọng là khi nào kết thúc chiến tranh" và "người ta nên thận trọng khi bắt đầu một cuộc chiến, nhưng một khi đã bắt đầu thì phải tiến hành một cách triệt để."
Tuy nhiên, theo Herbert Bix, mối quan tâm chính của Hirohito dường như là khả năng xảy ra một cuộc tấn công của Liên Xô khi ông đặt câu hỏi với tham mưu trưởng, Hoàng tử Kan'in Kotohito, và bộ trưởng quân đội, Sugiyama Hajime, về thời gian cần thiết để đè bẹp sự kháng cự của Trung Quốc và làm thế nào họ có thể chuẩn bị cho tình huống xảy ra sự tham chiến của Liên Xô. Dựa trên phát hiện của Bix, Hirohito không hài lòng trước những câu trả lời lảng tránh của Hoàng tử Kan'in về bản chất của các kế hoạch dự phòng như vậy nhưng tuy nhiên vẫn chấp thuận quyết định chuyển quân đến miền Bắc Trung Quốc.
Vào tháng 7 năm 1939, Hirohito tranh cãi với anh trai mình, Hoàng tử Chichibu, về việc có nên ủng hộ Hiệp ước chống Quốc tế Cộng sản hay không, và khiển trách Bộ trưởng quân đội, Seishirō Itagaki. Nhưng sau thành công của quân đội Đức ở Châu Âu, Hirohito đã đồng ý tham gia liên minh. Vào ngày 27 tháng 9 năm 1940, bề ngoài là dưới sự lãnh đạo của Hirohito, Nhật Bản đã trở thành đối tác ký kết của Hiệp ước ba bên với Đức và Ý hình thành Phe Trục. Các mục tiêu cần đạt được đã được xác định rõ ràng: tự do tiếp tục chinh phục Trung Quốc và Đông Nam Á, không gia tăng lực lượng quân sự của Mỹ hoặc Anh trong khu vực và sự hợp tác của phương Tây "trong việc mua lại hàng hóa cần thiết cho Đế quốc của chúng ta".
Vào ngày 5 tháng 9, Thủ tướng Konoe đã đệ trình một cách không chính thức bản dự thảo quyết định cho Hirohito, chỉ một ngày trước Hội nghị Hoàng gia mà tại đó nó sẽ chính thức được thực thi.
Việc bành trướng của quân đội Nhật Bản trong thập niên 1930 đã dẫn đến việc Nhật Bản tham chiến vào cuộc Chiến tranh thế giới thứ hai tháng 12 năm 1941, khi các máy bay chiến đấu của Nhật Bản đã bất ngờ tấn công hạm đội hải quân Hoa Kỳ ở Trân Châu Cảng tại Hawaii. Dù Thiên hoàng Chiêu Hòa đã không sốt sắng trong việc quyết định tham chiến, ông cũng đã hài lòng bởi một loạt các chiến công của quân đội Nhật Bản sau chiến thắng Trân Châu Cảng và ông đã phát triển một mối quan hệ vững vàng với tướng Tōjō Hideki, Bộ trưởng Chiến tranh. Đến đầu mùa Hè năm 1945, sau khi Đức đầu hàng Đồng Minh, thất bại dường như là điều sắp xảy ra đối với quân Nhật. Chính phủ Nhật Bản đã chia rẽ sâu sắc giữa các lãnh đạo quân đội và hải quân và các quan chức dân sự Nhật Bản, những người muốn thương lượng cho hòa bình. Thiên hoàng có vẻ như nghiêng về phía phe chủ hòa nhưng ông không đứng ra hòa giải bế tắc giữa phe chủ chiến và phe chủ hòa cho đến giữa tháng 8, sau khi Hoa Kỳ đã thả hai quả bom nguyên tử xuống các thành phố Hiroshima và Nagasaki và Liên Xô tuyên chiến với Nhật Bản. Thủ tướng Nhật Bản Suzuki Kantaro đã hỏi ý kiến Thiên hoàng Chiêu Hòa liệu Nhật có nên tiếp tục chiến đấu, và ông đã quyết định chấp nhận yêu cầu của Đồng Minh "đầu hàng vô điều kiện" bao gồm trong Tuyên bố Potsdam ban hành tháng 7. Thiên hoàng Chiêu Hòa đã phá vỡ tiền lệ im lặng của Thiên hoàng trước đây và đã thông báo sự đầu hàng của Nhật Bản trên đài phát thanh phát ngày 15 tháng 8 năm 1945 (giờ Nhật Bản).
Chiêu Hòa và các cố vấn của mình sợ rằng ông có thể bị xét xử về tội ác chiến tranh, đã cố đặt ông ở xa các mối liên hệ với sự lãnh đạo quân sự thời chiến. Nhưng Douglas MacArthur, tướng Mỹ đặc trách chỉ huy các lực lượng chiếm đóng của Đồng Minh đã cảm thấy rằng việc đặt Thiên hoàng vào đúng cương vị sẽ giúp giải quyết ổn thỏa sự dân chủ hóa của Nhật Bản. MacArthur đã thấy ở vị Nhật hoàng này là một biểu tượng của sự ổn định và hòa hợp có giá trị đối với dân Nhật và ông đảm bảo rằng Thiên hoàng Chiêu Hòa sẽ không bị truy tố ở phiên tòa xét xử tội phạm chiến tranh bắt đầu năm 1946.
Trước khi các phiên tòa xét xử tội ác chiến tranh thực sự được triệu tập, Bộ chỉ huy tối cao Lực lượng Viễn chinh Đồng minh, Bộ phận công tố quốc tế (IPS) và các quan chức Nhật Bản đã làm việc ở hậu trường không chỉ để ngăn gia đình Hoàng gia bị truy tố mà còn để gây ảnh hưởng đến chính quyền và lời khai của các bị cáo để đảm bảo rằng không có ai liên quan đến Hirohito. Các quan chức cấp cao trong giới tòa án và chính phủ Nhật Bản hợp tác với Tổng hành dinh Đồng minh trong việc lập danh sách các tội phạm chiến tranh, trong khi những cá nhân bị bắt giữ như nghi phạm "Loại A" và bị giam giữ đã long trọng thề sẽ bảo vệ chủ quyền của họ trước mọi vết nhơ trách nhiệm chiến tranh có thể xảy ra.  Do đó, "nhiều tháng trước khi Tòa án Tokyo bắt đầu, cấp dưới cao nhất của MacArthur đã làm việc để quy trách nhiệm cuối cùng cho Trận Trân Châu Cảng tới Tōjō Hideki" bằng cách cho phép "các nghi phạm hình sự chính phối hợp câu chuyện của họ để Hirohito được thoát khỏi cáo trạng." Theo John W. Dower, "Chiến dịch thành công này nhằm miễn trừ trách nhiệm chiến tranh cho Hirohito là không có giới hạn. Hirohito không chỉ được coi là vô tội trước bất kỳ hành động chính thức nào có thể khiến ông phải chịu cáo buộc là tội phạm chiến tranh, ông ta đã bị biến thành một nhân vật gần như thánh thiện, người thậm chí không chịu trách nhiệm đạo đức về chiến tranh." Theo Bix, "Những biện pháp thực sự phi thường của MacArthur nhằm cứu Hirohito khỏi bị xét xử như một tội phạm chiến tranh đã có tác động làm sai lệch lâu dài và sâu sắc đến hiểu biết của người Nhật về cuộc chiến đã mất." 

## Vai trò và hình ảnh sau chiến tranh

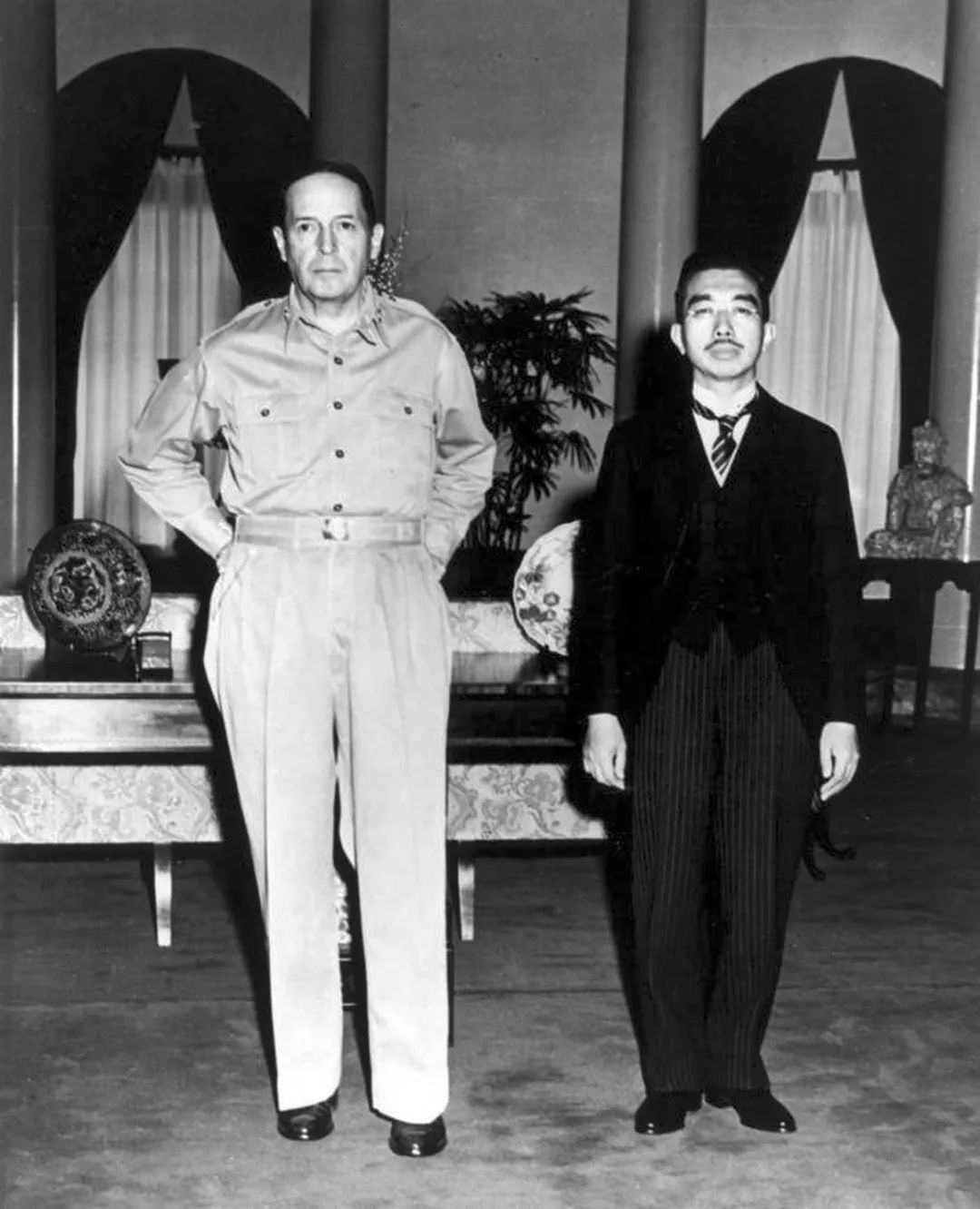
Bức ảnh của Gaetano Faillace chụp Tướng MacArthur và Hirohito tại Tổng hành dinh Đồng minh ở Tokyo, ngày 27 tháng 9 năm 1945

Trong một nỗ lực hồi sinh nền quân chủ, tháng 1 năm 1946, Thiên hoàng Chiêu Hòa đã thông báo trên đài truyền thanh rằng ông không thừa nhận thần thoại rằng Thiên hoàng là thần thánh. Năm 1947, ông đã công bố một bản hiến pháp sửa đổi cho Nhật Bản do lực lượng chiếm đóng Hoa Kỳ soạn và đã được Quốc hội Nhật Bản thông qua, theo đó chủ quyền được giao cho nhân dân và quy định Thiên hoàng chỉ là một biểu tượng của dân tộc.
Giữa thời kỳ 1946 và 1951 Thiên hoàng Chiêu Hòa đã đi khắp Nhật Bản, thăm các trường học, nhà máy, hầm mỏ và các nơi công cộng khác để khảo sát sự tiến bộ của công cuộc tái thiết đất nước sau chiến tranh và đã giành được sự nể phục của dân chúng đối với thiết chế quân chủ. Báo chí quốc gia Nhật Bản, lần đầu tiên được cho phép chụp ảnh hoàng gia, đã mô tả hoàng gia là nồng ấm và gần gũi, thích thú cuộc sống bình thường của giai cấp trung lưu. Cuộc điều tra công luận thập niên 1950 đã cho kết quả thái độ tích cực chung của công chúng đối với Thiên hoàng.

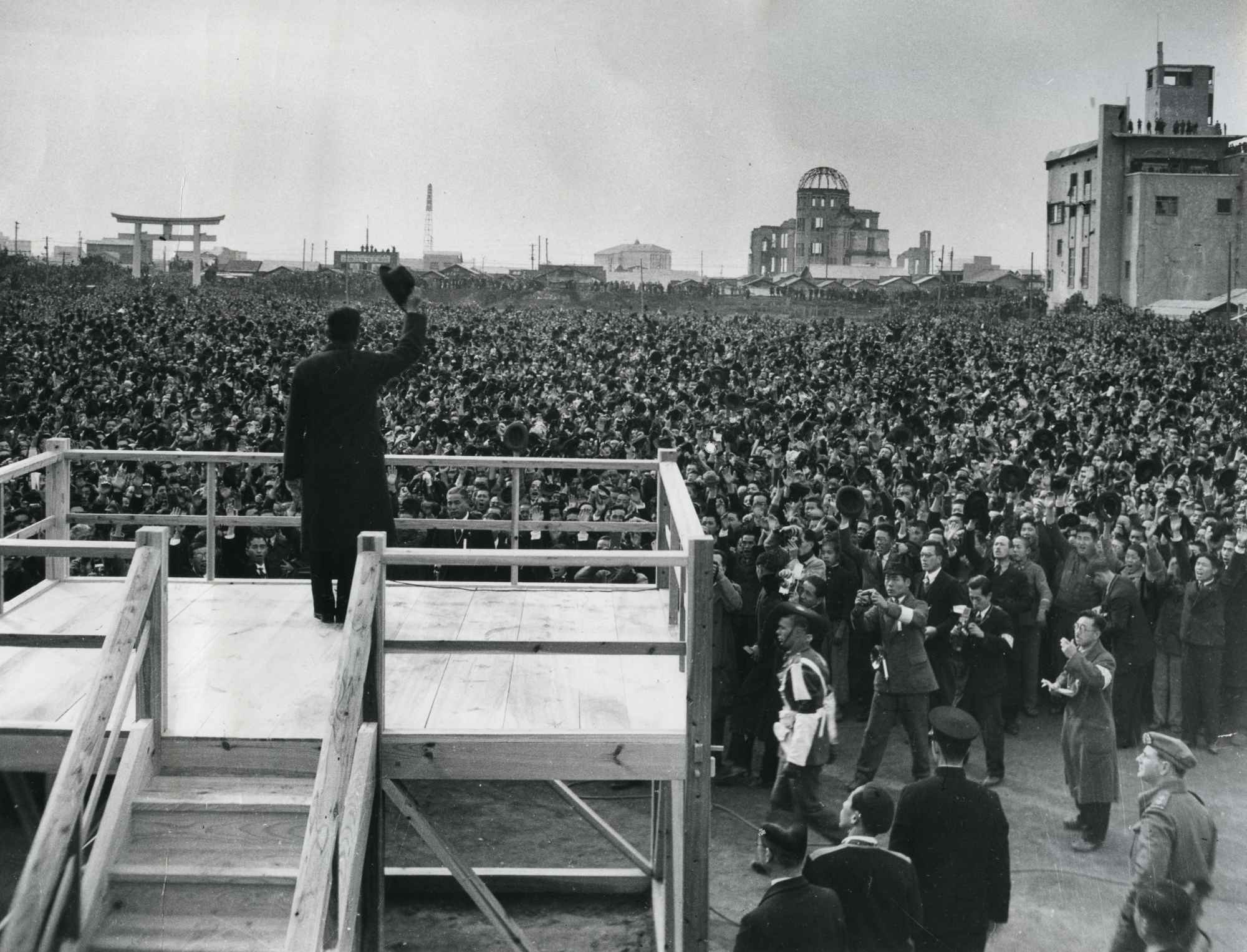
Thiên hoàng Hirohito đến thăm Hiroshima vào năm 1947. Có thể nhìn thấy Khu tưởng niệm Hòa bình Hiroshima mái vòm ở phía sau.

Trong suốt quãng đời còn lại của mình, Hirohito là một nhân vật tích cực trong đời sống Nhật Bản và thực hiện nhiều nhiệm vụ thường gắn liền với một nguyên thủ quốc gia theo hiến pháp. Ông và gia đình duy trì sự hiện diện mạnh mẽ trước công chúng, thường xuyên tổ chức các cuộc dạo chơi công cộng và xuất hiện trước công chúng tại các sự kiện và nghi lễ đặc biệt. Ví dụ, vào năm 1947, Thiên hoàng đã có chuyến thăm công khai tới Hiroshima và có bài phát biểu trước đám đông đông đảo nhằm khuyến khích người dân thành phố. Địa vị và hình ảnh của ông trở nên tích cực mạnh mẽ ở Hoa Kỳ.
| Năm                  | Ngày đi    | Ngày về nước | Thăm                                                                | Đi với          | Tư cách          |
| -------------------- | ---------- | ------------ | ------------------------------------------------------------------- | --------------- | ---------------- |
| 1971 (Chiêu Hòa 46） | 27 tháng 9 | 14 tháng 10  | Bỉ, Anh Quốc, Tây Đức, ( Hoa Kỳ), · Đan Mạch, Pháp, Hà Lan, Thụy Sĩ | Hoàng hậu Kōjun | Tình bạn quốc tế |
| 1975 (Chiêu Hòa 50） | 30 tháng 9 | 14 tháng 10  | Hoa Kỳ                                                              | Hoàng hậu Kōjun | Tình bạn quốc tế |

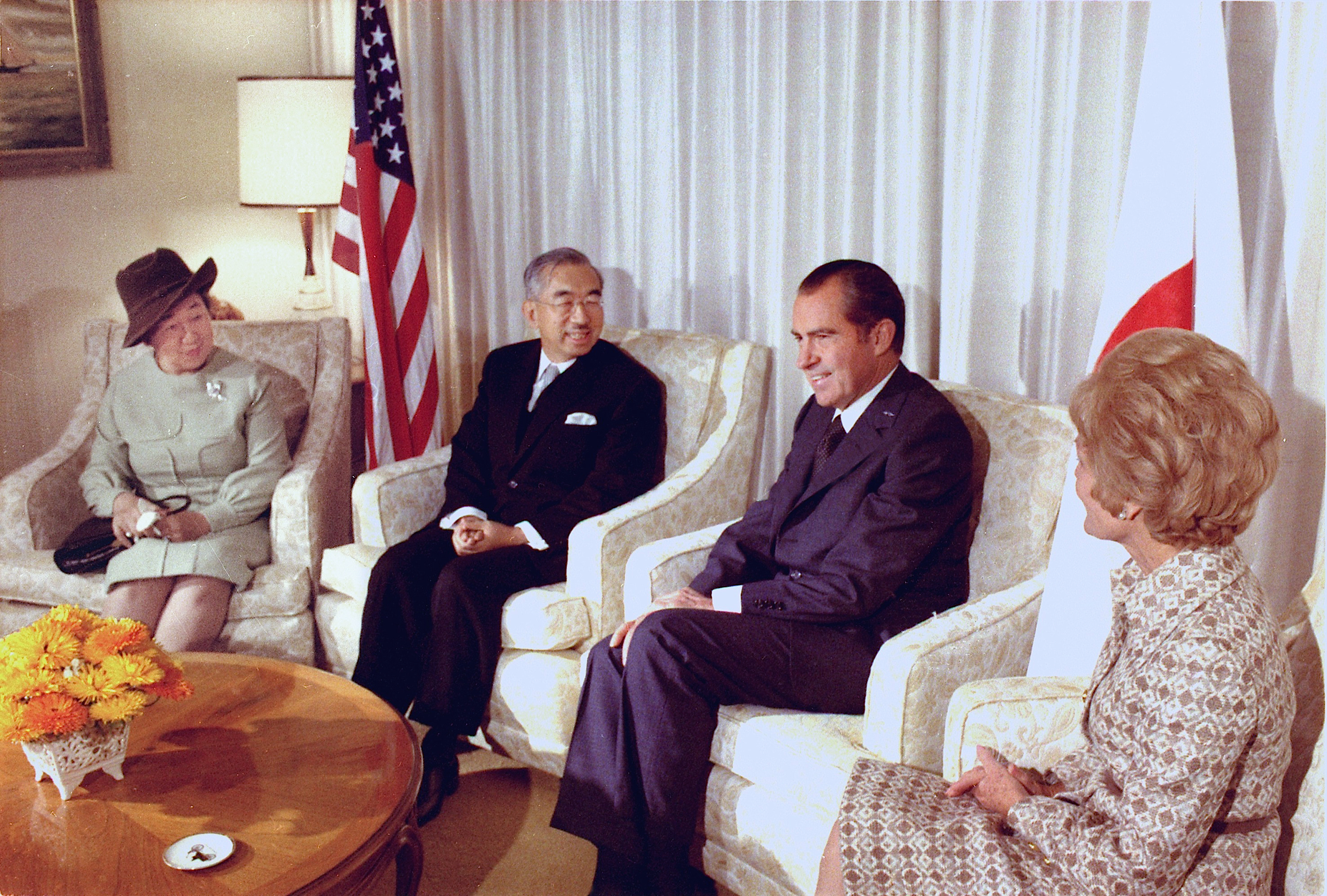
Tổng thống Hoa Kỳ Richard Nixon cùng Thiên hoàng Hirohito và Hoàng hậu Nagako tại Anchorage (27 tháng 9 năm 1971)

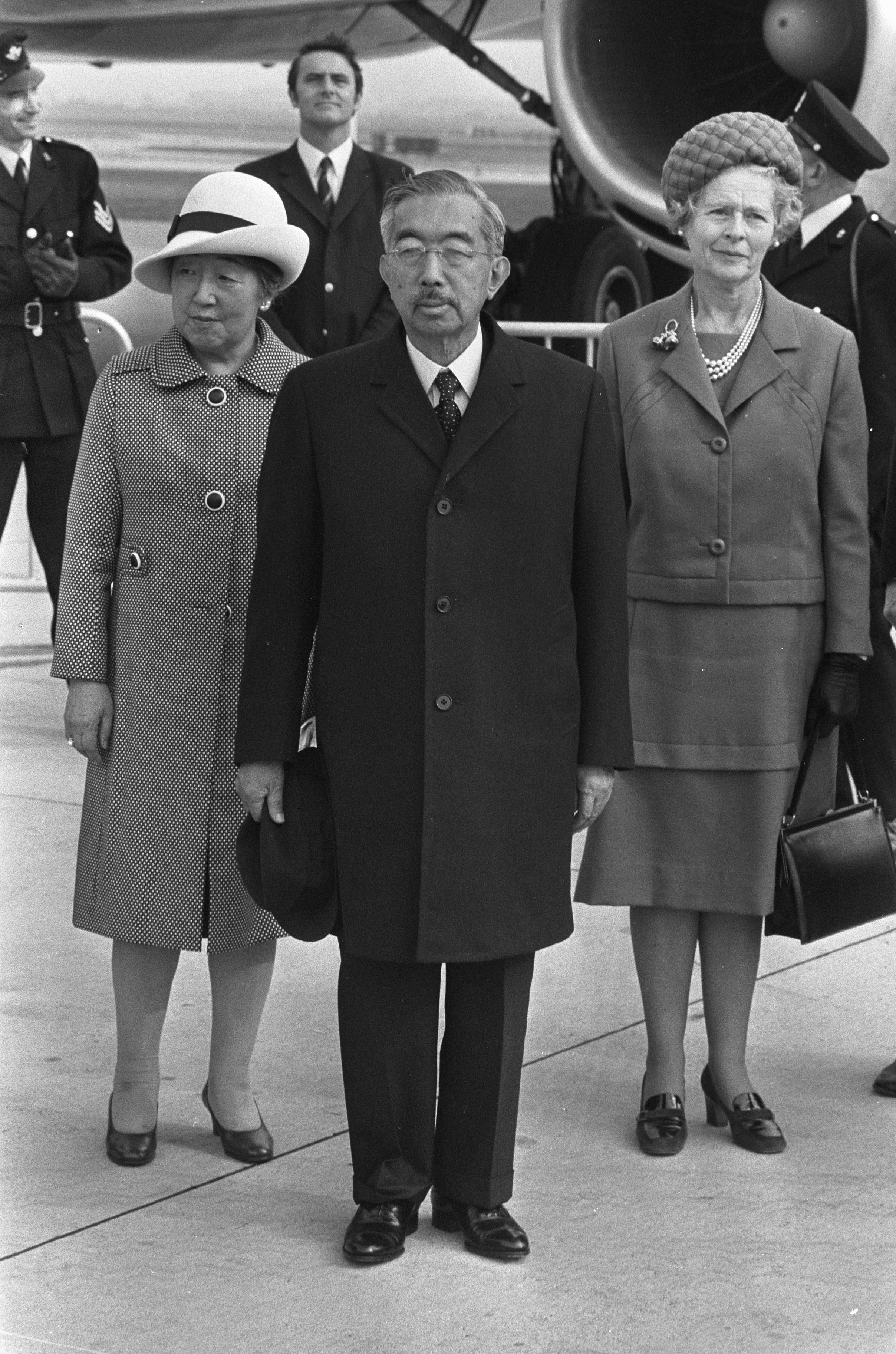
Thiên hoàng Hirohito và Hoàng hậu Nagako đến Hà Lan (8 tháng 10 năm 1971)

Là một vị hoàng đế của một nước dân chủ, ông đã tiếp tục bày tỏ các chính kiến riêng của mình nhưng không gây ảnh hưởng chính thức lên các công việc của chính phủ. Ông thực hiện những công việc lễ nghi theo quy định của bản hiến pháp năm 1947 như làm chủ tọa khi khai mạc và bế mạc quốc hội; tiếp các đại sứ nước ngoài trình quốc thư; tham dự các sự kiện quốc gia bao gồm Thế vận hội Tokyo 1964 và Triển lãm Quốc tế 1970. Ông cũng đóng vai trò quan trọng trong việc xây dựng lại hình ảnh ngoại giao của Nhật Bản, ra nước ngoài gặp gỡ nhiều nhà lãnh đạo nước ngoài, trong đó có Nữ hoàng Elizabeth II (1971) và Tổng thống Gerald Ford (1975). Ông không chỉ là vị Thiên hoàng trị vì đầu tiên đi ra ngoài Nhật Bản mà còn là người đầu tiên gặp Tổng thống Hoa Kỳ. Năm 1971, Thiên hoàng Chiêu Hòa đã đi một vòng 7 nước châu Âu và trở thành vị Thiên hoàng đang trị vì đầu tiên đi ra nước ngoài. Trong các chuyến đi này ông gặp phải cuộc biểu tình thù địch ở các nước châu Âu. Ông được đón tiếp thân thiện hơn trong chuyến thăm Hoa Kỳ năm 1975. Tuy nhiên, nghi vấn về trách nhiệm của ông trong vai trò của Nhật Bản trong Chiến tranh thế giới thứ hai vẫn còn mạnh mẽ.
Trong năm 1971 (Chiêu Hòa 46), Hirohito lại đến thăm bảy quốc gia châu Âu, bao gồm Vương quốc Anh, Hà Lan và Thụy Sĩ, trong 17 ngày từ 27 tháng 9 đến 14 tháng 10. Trong trường hợp này, một chiếc máy bay đặc biệt Douglas DC-8 của Japan Airlines đã được sử dụng không giống như chuyến thăm trước đó bằng tàu. Mặc dù không được tính là một chuyến thăm nhưng vào thời điểm đó, Hirohito đã ghé qua Anchorage, Alaska như một điểm dừng chân và gặp Tổng thống Hoa Kỳ Richard Nixon từ Washington, DC, tại Nhà chỉ huy quân đội quận Alaska ở Căn cứ Lực lượng Elmendorf Air.
Cuộc hội đàm giữa Thiên hoàng Hirohito và Tổng thống Nixon ngay từ đầu đã không được lên kế hoạch, bởi ban đầu điểm dừng ở Mỹ chỉ nhằm tiếp nhiên liệu để thăm châu Âu. Tuy nhiên, cuộc gặp đã được quyết định một cách vội vàng theo yêu cầu của Hoa Kỳ. Mặc dù phía Nhật Bản đã chấp nhận yêu cầu, Bộ trường Ngoại giao Fukuda Takeo đã gọi điện công khai cho đại sứ Nhật Bản tại Hoa Kỳ Ushiba Nobuhiko, người đã thúc đẩy các cuộc đàm phán, nói rằng "điều đó sẽ gây cho tôi rất nhiều rắc rối. Chúng tôi muốn sửa chữa nhận thức của bên kia." Vào thời điểm đó, Bộ trưởng Ngoại giao Fukuda lo lắng rằng cuộc hội đàm của Tổng thống Nixon với Hirohito sẽ được sử dụng để sửa chữa mối quan hệ Nhật - Mỹ đang xấu đi, và ông lo ngại rằng tiền đề của hệ thống biểu tượng hoàng đế có thể dao động.

### Công du Châu Âu

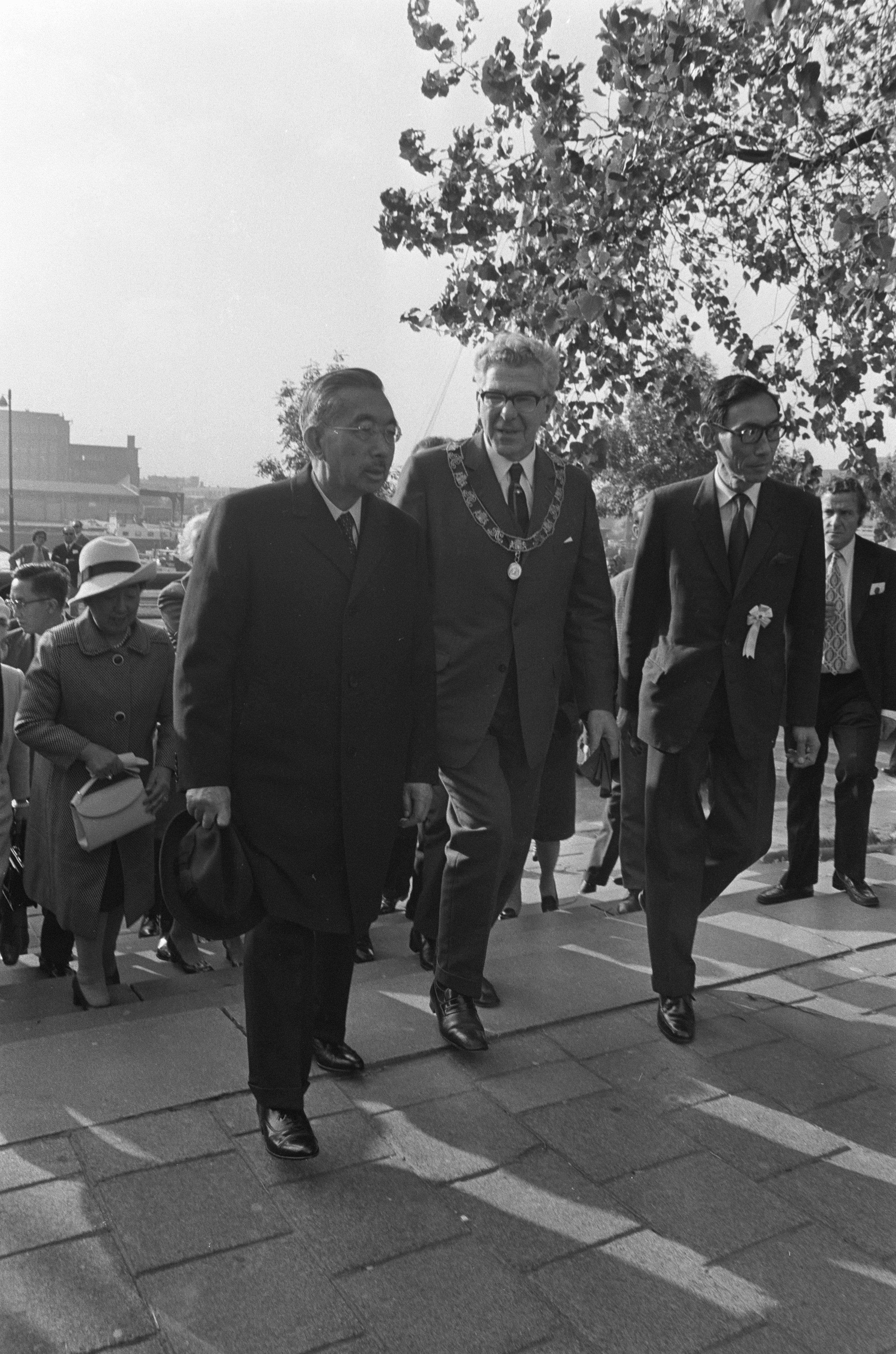
Thiên hoàng Hirohito tại Tây Đức năm 1971

Có một chuyến thăm sớm, với những trao đổi sâu sắc của hoàng gia ở Đan Mạch và Bỉ, và ở Pháp họ được chào đón nồng nhiệt. Tại Pháp, Hirohito đoàn tụ với Edward VIII, người đã thoái vị vào năm 1936 và gần như đang sống lưu vong, và họ trò chuyện một lúc. Tuy nhiên, các cuộc biểu tình đã được tổ chức ở Anh và Hà Lan bởi các cựu chiến binh từng phục vụ tại mặt trận Đông Nam Á trong Thế chiến thứ hai và các nạn nhân dân sự của sự chiếm đóng tàn bạo ở đó. Ở Hà Lan, người ta ném trứng sống và bình nước. Sự phản đối gay gắt đến mức Hoàng hậu Nagako, người tháp tùng Hirohito, bị kiệt sức. Tại Vương quốc Anh, những người biểu tình đứng im lặng và quay lưng lại khi xe của Hirohito đi qua họ trong khi những người khác đeo găng tay màu đỏ để tượng trưng cho người đã chết. Tạp chí châm biếm Private Eye đã sử dụng lời nói mỉa mai mang tiếng phân biệt chủng tộc để chỉ chuyến thăm của Hirohito ("nasty Nip in the air").
Ở Tây Đức, chuyến thăm của nhà vua Nhật Bản đã vấp phải sự phản đối thù địch của phe cực tả, những người tham gia coi Hirohito là biểu tượng cho Đế quốc Đại Đông Á một thời tương đương với Adolf Hitler và gọi ông là "Hirohitler ", và thúc đẩy một cuộc thảo luận so sánh rộng rãi hơn về ký ức và nhận thức về tội ác chiến tranh của phe Trục. Các cuộc phản đối chuyến thăm của Hirohito cũng lên án và nêu bật những gì họ cho là sự đồng lõa của cả Nhật Bản và Tây Đức trong và tạo điều kiện cho nỗ lực chiến tranh của Mỹ chống lại chủ nghĩa cộng sản ở Việt Nam.
Liên quan đến những phản đối và phản đối này, Thiên hoàng Hirohito không ngạc nhiên khi nhận được báo cáo trước tại cuộc họp báo ngày 12 tháng 11 sau khi trở về Nhật Bản và nói rằng "Tôi không nghĩ có thể bỏ qua sự chào đón đó" từ mỗi quốc gia. Ngoài ra, tại cuộc họp báo sau lễ kỷ niệm đám cưới vàng của họ ba năm sau, cùng với Hoàng hậu, ông đã đề cập đến chuyến thăm châu Âu này là kỷ niệm thú vị nhất của ông trong 50 năm.

### Công du Hoa Kỳ

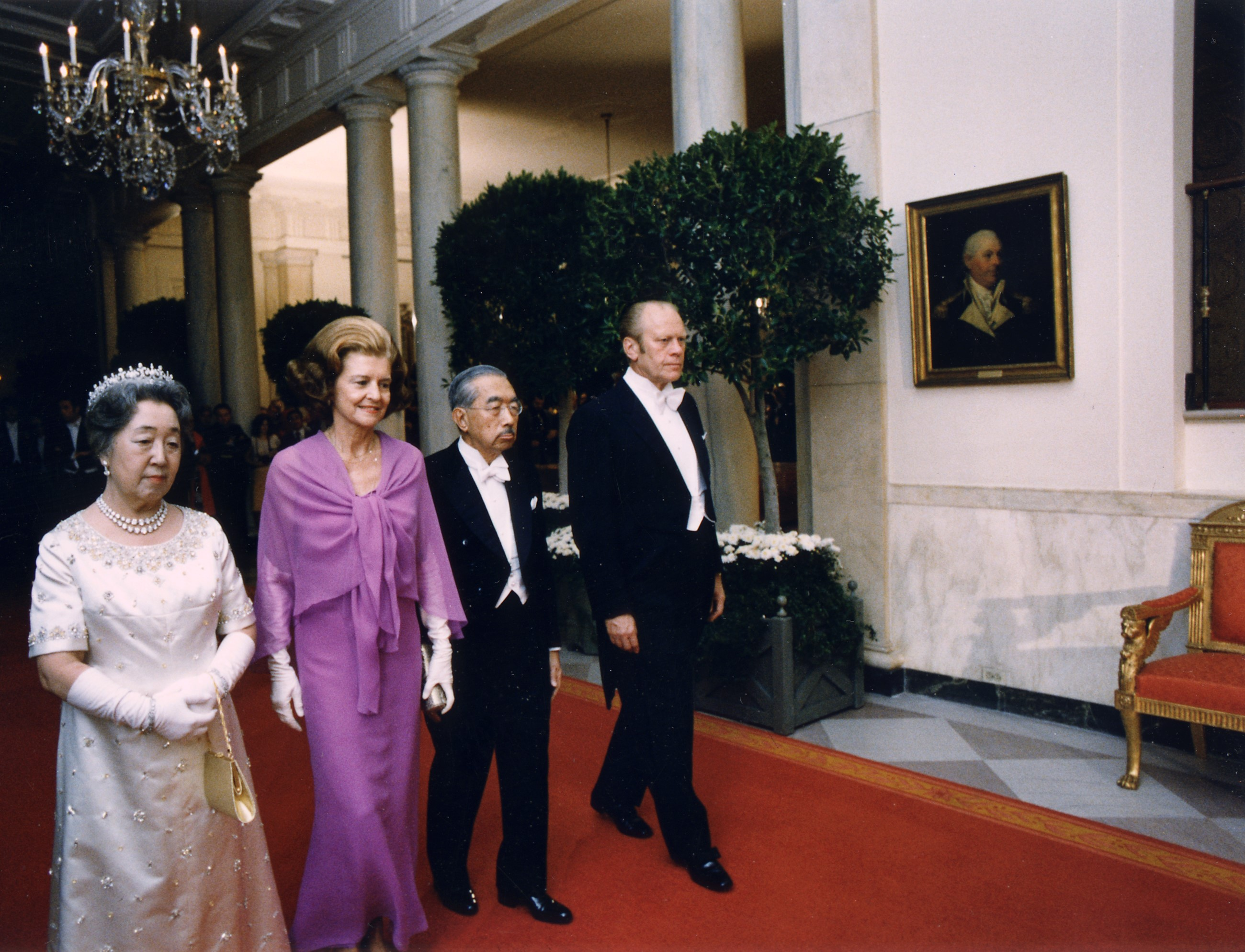
Hoàng hậu, Đệ nhất phu nhân Betty Ford, Thiên hoàng và Tổng thống Gerald Ford tại Nhà Trắng trước quốc yến được tổ chức để vinh danh nguyên thủ quốc gia Nhật Bản lần đầu tiên, ngày 2 tháng 10 năm 1975

Năm 1975, Hirohito đến thăm Hoa Kỳ trong 14 ngày từ 30 tháng 9 đến 14 tháng 10, theo lời mời của Tổng thống Gerald Ford. Chuyến thăm là sự kiện đầu tiên như vậy trong lịch sử Hoa Kỳ-Nhật Bản. Quân đội, Hải quân và Không quân Hoa Kỳ cũng như Thủy quân lục chiến và Cảnh sát biển đã vinh danh bang này thăm nom. Trước và sau chuyến thăm, một loạt vụ tấn công khủng bố ở Nhật Bản là do các tổ chức cánh tả chống Mỹ như Mặt trận vũ trang chống Nhật Bản Đông Á gây ra.
Sau khi đến Williamsburg vào ngày 30 tháng 9 năm 1975, Thiên hoàng Hirohito ở lại Hoa Kỳ trong hai tuần. Cuộc gặp chính thức với Tổng thống Ford diễn ra vào ngày 2 tháng 10. Vào ngày 3 tháng 10, Hirohito đã đến thăm Nghĩa trang Quốc gia Arlington. Vào ngày 6 tháng 10, Thiên hoàng Hirohito và Hoàng hậu Nagako đã đến thăm Phó Tổng thống và bà Rockefeller tại nhà của họ ở Quận Westchester, New York.
Trong bài phát biểu tại bữa tiệc chiêu đãi cấp nhà nước tại Nhà Trắng, Hirohito đọc: "Cảm ơn Hoa Kỳ đã giúp tái thiết Nhật Bản sau chiến tranh". Trong thời gian ở Los Angeles, ông đã đến thăm Disneyland, và chụp một bức ảnh tươi cười bên cạnh Chuột Mickey đã tô điểm trên các tờ báo, và người ta bàn tán về việc mua một chiếc đồng hồ hình chuột Mickey. Hai loại tem kỷ niệm và tờ tem đã được phát hành vào ngày họ trở về Nhật Bản, điều này chứng tỏ chuyến thăm là một công việc quan trọng. Đây là chuyến thăm cuối cùng của Thiên hoàng Chiêu Hòa tới Hoa Kỳ. Cuộc họp báo chính thức do Thiên hoàng và Hoàng hậu tổ chức trước và sau chuyến thăm cũng đánh dấu bước đột phá.

### Cuối đời
Trong những năm tháng cuối đời, người ta thường thấy ông ngồi ở chỗ ngồi Thiên hoàng ở các trận thi đấu vật sumo, cẩn thận ghi chép những người thua và người thắng. Ông đã viết nhiều sách về sinh học hải dương, một đề tài suốt đời ông quan tâm. Thiên hoàng Chiêu Hòa qua đời vào lúc 6 giờ 33 phút sáng ngày 7 tháng 1 năm 1989 sau một thời gian ốm đau dài, hưởng thọ 87 tuổi. Thái tử Akihito lên thay, đặt niên hiệu là Bình Thành. Lễ quốc tang của ông được tổ chức vào ngày 24 tháng 2 và ông đựoc an táng tại Nghĩa trang Hoàng gia Musashi.

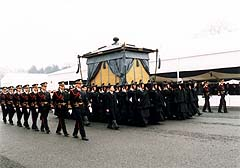
Lễ quốc tang Thiên Hoàng Chiêu Hòa (1989)

### Nghiên cứu sinh vật biển

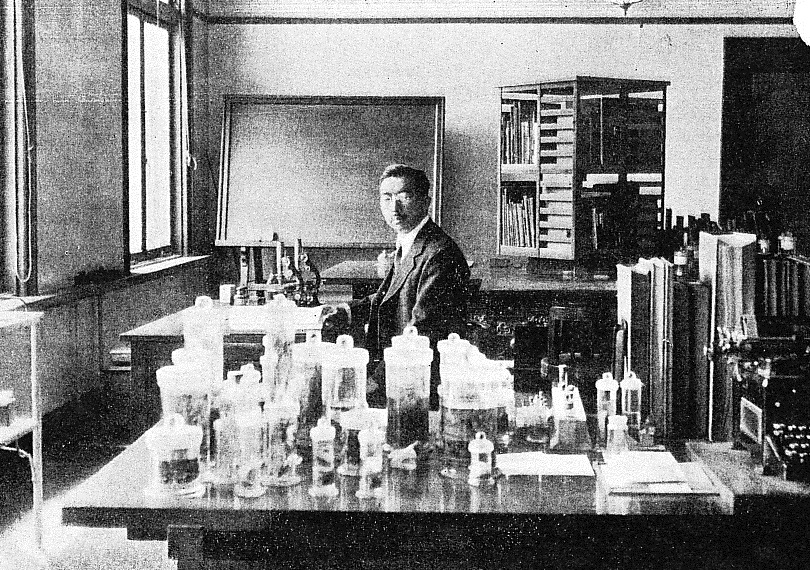
Thiên hoàng Hirohito trong phòng thí nghiệm của ông (1950)

Hirohito rất quan tâm và có hiểu biết sâu sắc về sinh vật biển, và Cung điện Hoàng gia có một phòng thí nghiệm mà từ đó Hirohito đã xuất bản một số bài báo trong lĩnh vực này dưới tên cá nhân của mình là "Hirohito". Đóng góp của ông bao gồm việc mô tả hàng chục loài Hydrozoa mới đối với khoa học.

### Đền Yasukuni
Hirohito duy trì sự tẩy chay chính thức đối với Đền Yasukuni sau khi tiết lộ với ông rằng hài cốt tội phạm chiến tranh Loại A đã được bí mật cất giữ sau khi tái thiết sau chiến tranh. Cuộc tẩy chay này kéo dài từ năm 1978 cho đến khi ông qua đời và được tiếp tục bởi những người kế nhiệm ông, Akihito và Naruhito.
Vào ngày 20 tháng 7 năm 2006, Nihon Keizai Shimbun đăng một bài báo trên trang nhất về việc phát hiện ra một bản ghi nhớ nêu chi tiết lý do Hirohito ngừng đến thăm Yasukuni. Bản ghi nhớ do cựu giám đốc Cơ quan hộ gia đình hoàng gia Tomohiko Tomita lưu giữ, lần đầu tiên xác nhận rằng việc cất giữ hài cốt 14 tội phạm chiến tranh hạng A ở Yasukuni là lý do dẫn đến việc tẩy chay. Tomita đã ghi lại chi tiết nội dung cuộc trò chuyện của mình với Hirohito vào nhật ký và sổ ghi chép. Theo bản ghi nhớ, vào năm 1988, Hirohito bày tỏ sự không hài lòng sâu sắc trước quyết định của Đền Yasukuni đưa tội phạm chiến tranh Loại A vào danh sách những người chết vì chiến tranh được vinh danh ở đó bằng cách nói: "Tại một thời điểm nào đó, tội phạm Loại A đã được tôn thờ, bao gồm Matsuoka và Shiratori. Tôi nghe nói Tsukuba hành động có tính toán." Tsukuba được cho là ám chỉ Fujimaro Tsukuba, cựu linh mục Yasukuni vào thời điểm đó, người đã quyết định không cất giữ tội phạm chiến tranh mặc dù đã nhận được danh sách tử sĩ chiến tranh do chính phủ biên soạn vào năm 1966. "Con trai của Matsudaira, linh mục hiện tại đang nghĩ gì?" "Matsudaira rất mong muốn hòa bình, nhưng đứa trẻ không hiểu được tấm lòng của cha mẹ. Đó là lý do tại sao tôi không đến thăm ngôi đền kể từ đó. Đây là tấm lòng của tôi." Matsudaira được cho là ám chỉ đến Matsudaira Yoshitami, người quản lý lớn của Hoàng gia ngay sau khi Thế chiến thứ hai kết thúc. Con trai ông, Nagayoshi, kế vị Tsukuba Fujimaro làm linh mục trưởng của Yasukuni và quyết định cất giữ tội phạm chiến tranh vào năm 1978. Nagayoshi Matsudaira qua đời năm 2006, điều mà một số nhà bình luận đã suy đoán là lý do phát hành bản ghi nhớ.